# Alphonse Warusfel
Alphonse Warusfel est un avocat et homme politique français né le 9 juin 1880 à Estreux et mort le 7 mai 1960 à Compiègne.

## Biographie
Successivement journaliste, puis avocat au barreau de Senlis, il accède notamment au bâtonnat de l'Oise. Il entre ensuite en politique en 1931 en devenant conseiller général, puis vice-président du conseil général, sous les couleurs des Radicaux indépendants.
En 1939, il se présente à une élection sénatoriale partielle consécutive au décès du radical-socialiste Georges Decroze. Élu, il rejoint le groupe centriste de l'Union démocratique et radicale. Il est le dernier sénateur élu sous la Troisième République.
Il vote, le 10 juillet 1940, en faveur de la remise des pleins pouvoirs au maréchal Pétain et se retire de la vie politique. Pour autant il n'hésite pas à prendre sa robe d'avocat pour défendre notamment des prisonniers communistes devant les sections spéciales instaurées par le gouvernement de Vichy. 
Il est finalement arrêté le 17 juin 1944 et déporté le 15 juillet à Neuengamme, puis au camp de Teresienstadt . Revenu de déportation, il se retirera ensuite de la vie politique.

## Sources
- « Alphonse Warusfel », dans le Dictionnaire des parlementaires français (1889-1940), sous la direction de Jean Jolly, PUF, 1960 [détail de l’édition]